# Jornadas Nacionales de Investigación en Ciberseguridad

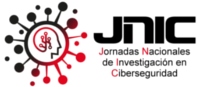
JNIC logo

Las Jornadas Nacionales de Investigación en Ciberseguridad (JNIC), es un congreso científico que sirve de punto de encuentro donde los diversos actores que trabajan en el ámbito de la investigación en ciberseguridad (universidades, centros tecnológicos y de investigación, empresas, y administración pública) pueden intercambiar conocimiento y experiencias con el objetivo común de potenciar la investigación en el ámbito de la ciberseguridad a nivel nacional. 

## Objetivo
Las necesidad de realizar unas Jornadas de estas características se identificó durante la realización del Estudio de viabilidad, oportunidad y diseño de una red de centros de excelencia I+D+I en ciberseguridad, con el consenso de todos los participantes.
El plan estratégico generado para esta Red de Excelencia Nacional de Investigación en Ciberseguridad, incluía en la medida 17, la creación de las jornadas nacionales de I+D+i en Ciberseguridad con el objetivo de ser el punto de encuentro científico en el que tanto la Red de Excelencia Nacional de Investigación en Ciberseguridad en particular, como el ecosistema investigador en general, puedan mostrar las capacidades tanto en conocimiento y talento como en resultados de investigación y su potencial de transferencia al mercado.
Igualmente dicho estudio en la medida 12 proponía convocar premios a la investigación de excelencia, diseñando una convocatoria abierta con mecanismos de evaluación y selección de candidaturas.

## Organizadores
Cada edición de las JNIC se organiza por la entidad que haya sido seleccionada según el procedimiento establecido en la reglamentación de las JNIC.
Las JNIC cuentan con un comité ejecutivo que marca la línea estratégica y la toma de las decisiones.
Se nombra un comité organizador con base en la reglamentación establecida de las JNIC, en el que el responsable para este evento de la entidad organizadora será el General Chair de dicho comité.
El Instituto Nacional de Ciberseguridad (INCIBE) en su misión de apoyar la investigación en ciberseguridad para el fortalecimiento del sector de la Ciberseguridad, colabora en la organización de las Jornadas.

## Programa de Transferencia Tecnológica
Con el objetivo de convertir las JNIC en un foro científico de excelencia en el ámbito de la ciberseguridad a nivel nacional que fomenta la innovación, como novedad en la edición de 2017, se diseñó un completo Programa de Transferencia Tecnológica, que permitió poner en contacto a usuarios finales (empresas, organismos, etc.) e investigadores con el objeto de resolver problemas de ciberseguridad que, estuvieran sin resolver, formulados como retos científicos. 
La iniciativa estuvo varios años en funcionamiento  hasta la edición del 2021 ayudando a fomentar la transferencia tecnológica.

## Edición en curso
- JNIC 2024,[4] van a ser celebradas en Sevilla los días 27, 28 y 29 de junio de 2024 y organizadas por la Escuela Técnica Superior de Ingeniería Informática (ETSII) de la Universidad de Sevilla

## Ediciones celebradas
- JNIC2015,[5] celebradas en León los días 14, 15 y 16 de septiembre de 2015 y organizadas por la Universidad de León.
- JNIC2016[6] celebradas en Granada, los días 15, 16 y 17 de junio de 2016 y organizadas por la Universidad de Granada.
- JNIC2017,[7] celebradas en Madrid, los días 31 de mayo, 1 y 2 de junio de 2017 y organizadas por la Universidad Rey Juan Carlos.
- JNIC2018,[8] celebradas en San Sebastián, los días 13, 14 y 15 de junio de 2018 y organizadas por la Universidad de Mondragón.
- JNIC2019,[9] celebradas en Cáceres, los días 5, 6 y 7 de junio de 2019 y organizadas por la Universidad de Extremadura (UEx) en colaboración con la Universidad Complutense de Madrid (UCM) y Fundación Computación y Tecnologías Avanzadas de Extremadura (COMPUTAEX).
- JNIC2020, pospuestas al 2021 por la pandemia del covid-19.
- JNIC 2021 LIVE,[10] celebradas online del 9 y 10 de junio de 2021 y organizadas por la Universidad de Castilla-La Mancha.
- JNIC 2022,[11] celebradas en Bilbao, los días 27, 28 y 29 de junio de 2022 y organizadas por Tecnalia.
- JNIC 2023,[12] celebradas en Vigo los días 21, 22 y 23 de junio de 2023 y organizadas por atlanTTic (Universidad de Vigo) y Gradiant.